# Zhang Jin (Schauspieler)

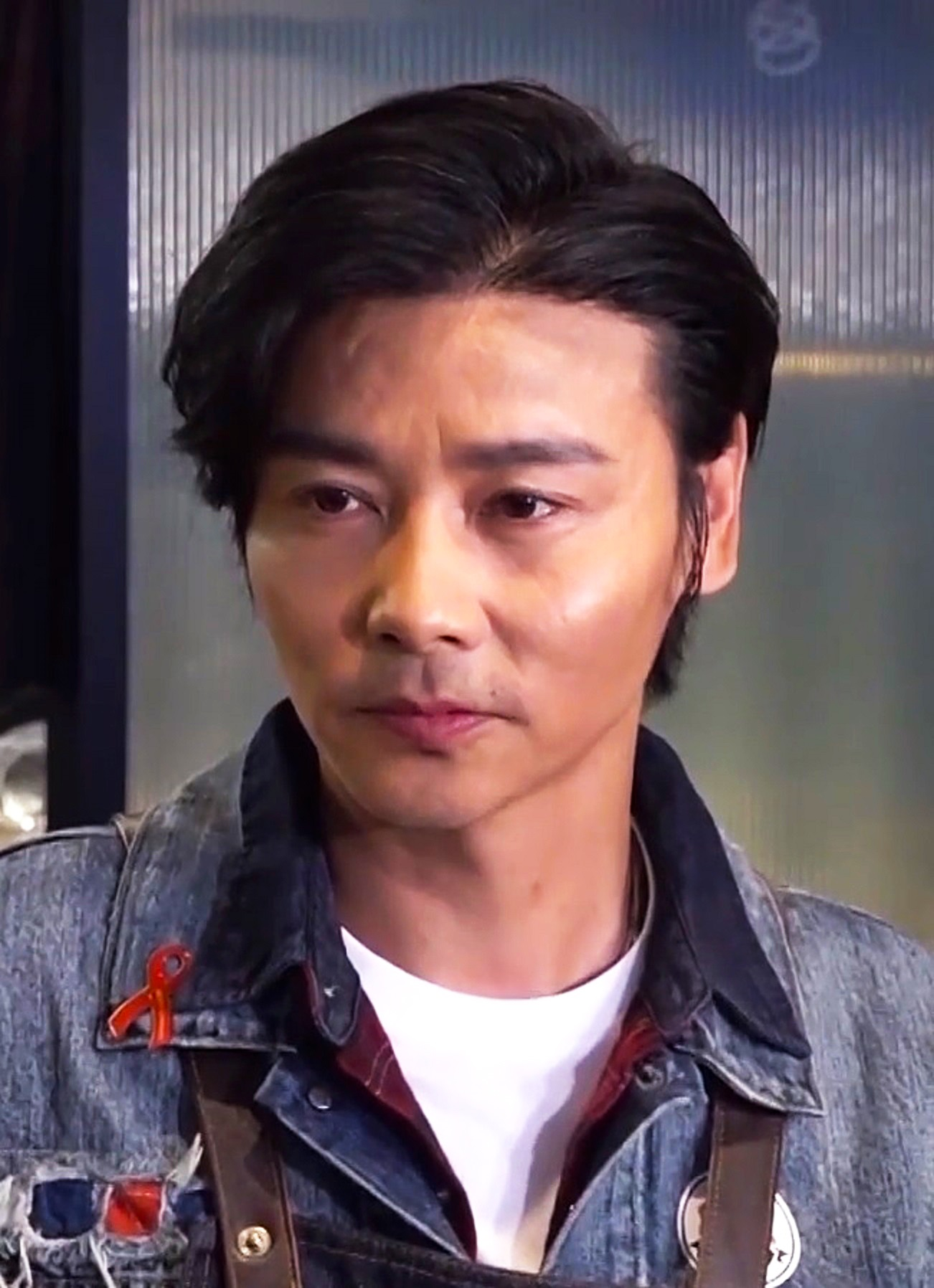
Zhang Jin, 2019

Zhang Jin, auch Max Zhang, (chinesisch 張晉 / 张晋, Pinyin Zhāng Jìn, Jyutping Zoeng1 Zeon3* 19. Mai 1974 in Chongqing) ist ein chinesischer Kampfkünstler, Stuntman und Schauspieler.

## Leben
Zhang Jin war in seiner Jugend in diversen Wushu-Wettkämpfen aktiv. Zu Beginn seiner Schauspielkarriere arbeitete er daher meist als Stuntman, später wurde er auch als Darsteller in Filmen wie The Grandmaster und Lethal Warrior engagiert. Als sein Durchbruch wird die Rolle des Cheung Tin-chi in Ip Man 3 betrachtet, in der er unter anderem mit Donnie Yen zusammenarbeitete.
2008 heiratete Zhang die Schauspielerin und ehemalige Dritte des Schönheitswettbewerbs Miss Hong Kong Pageant 1991 Ada Choi (蔡少芬). Das Paar hat zwei Töchter. (Stand 2022)

## Auszeichnungen
- 2014 Hong Kong Film Award in der Kategorie Bester Nebendarsteller.[4]
- 2016 Huading Award in der Kategorie Bester Nebendarsteller.[5]

## Filmografie (Auswahl)
- 2000: Tiger and Dragon (Stunt-Double)[1]
- 2000: Hero (Stunt-Double)[1]
- 2012: The Bounty
- 2013: The Grandmaster
- 2013: My Lucky Star
- 2014: From Vegas to Macau
- 2014: Rise of the Legend
- 2015: SPL II: A Time for Consequences
- 2015: Ip Man 3
- 2017: The Brink
- 2017: The Fixer
- 2018: Pacific Rim: Uprising[6]
- 2018: Master Z – The Ip Man Legacy
- 2019: The Invincible Dragon (九龍不敗,  Jiǔlóng bù bài)
- 2019: Escape Plan 3: The Extractors
- 2022: Assassins and the Missing Gold (十噸刺客 / 十吨刺客,  Shí dūn cìkè)
- 2022: Wolf Pack (狼群,  Lángqún alias Career as a Mercenary 我的傭兵生涯 / 我的佣兵生涯,  Wǒ de yōngbīng shēngyá)

Quelle: Hong Kong Movie Database